# Maladera rufoplagiata
Maladera rufoplagiata är en skalbaggsart som beskrevs av Leon Fairmaire 1893. Maladera rufoplagiata ingår i släktet Maladera och familjen Melolonthidae. Inga underarter finns listade i Catalogue of Life.